# Ian Millington
Ian Millington – amerykański programista, autor kilku książek oraz kursów o tematyce programowania różnych aplikacji, w szczególności gier wideo. Specjalista w dziedzinie sztucznej inteligencji, wsparcia decyzyjnego i tworzenia silników fizycznych dla gier wideo. Ponadto pionier technologii AJAX.

## Publikacje
- "Artificial Intelligence for Games (The Morgan Kaufmann Series in Interactive 3D Technology)", Morgan Kaufman 2006
- "Game Physics Engine Development", Morgan Kaufman 2007